# 科韻路駅
科韻路駅（かいんろえき、仮名転写：クーユンルーえき）は、中華人民共和国広東省広州市天河区黄埔大道中と科韻路にある広州地下鉄5号線の駅である。

## 利用可能な鉄道路線
- 広州市地下鉄道総合公司

■5号線

## 駅構造
- 島式ホーム1面2線を有する地下駅。開業当初からホームドア設置。

| 5号線ホーム | ←■5号線 滘口方面 |
| 5号線ホーム | 島式ホーム       |
| 5号線ホーム | ■5号線 文沖方面→ |

## 駅周辺
- 天河科技園

## 歴史
- 2009年12月28日 - 5号線が開業。

## 隣の駅
■広州地下鉄5号線
員村駅 - 科韻路駅 - 車陂南駅